# Colesberg
Colesberg is een stadje gelegen in de gemeente Umsobomvu in de regio Karoo in de Zuid-Afrikaanse provincie Noord-Kaap. Het ligt 220 km ten zuiden van Bloemfontein aan de nationale weg N1, van Kaapstad naar Johannesburg. In de buurt van het stadje ligt de Toverberg ook wel vaak "Coleskop" genoemd. Het Natuurreservaat Doornkloof is eveneens in de buurt van Colesberg gelegen, aan de samenvloeiing van de Oranjerivier en de Seekoeirivier. Het stadje en het omliggende gebied maken onderdeel uit van een veel groter gebied waar veel schapen worden gehouden. In Colesberg worden veel van Zuid-Afrika's beste merinoschapen gefokt. Het is ook bekend om de fokkerij van renpaarden van hoge kwaliteit en er zijn ook veel paardenfokkerijen. 

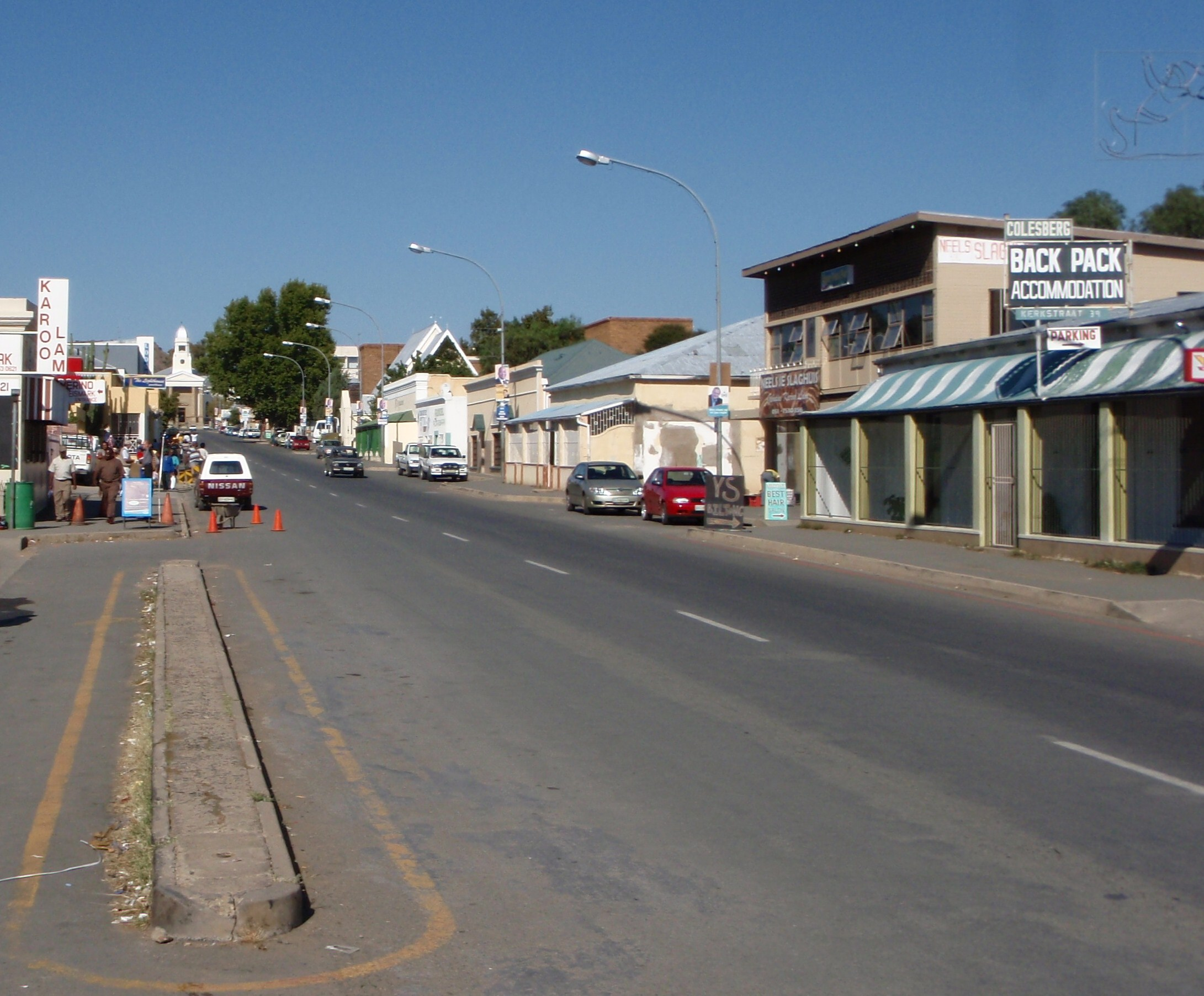
De Hoofdstraat in Colesberg

## Geschiedenis
Die eerste bewoners van de omgeving waren jager-verzamelaars, meer in het bijzonder Bosjesmanstammen. Vroeg in de 19e eeuw komen de eerste trekboeren en zendelingen aan. Tegen 1814 is er een zendingspost gesticht teneinde vrede te brengen in het bijzonder onregeerbare grensgebied van de Kaapkolonie. Niet lang daarna werd er een tweede zendingspost opgericht in de buurt van het huidige stadje. Deze had samen met de eerste zendingspost binnen korte tijd meer als 1.700 Bosjesmannen gelokt. Dit verontrustte de nederzetters in het grensgebied en daarom vroegen zij toenmalige gouverneur om hun veiligheid te verzekeren. Dit hielp niet echt zodat de Kaapse koloniale regering ingreep en een einde aan het zendingswerk maakte.
Tegen 1820 werden talloze reuzen-boerderijen in de streek aangelegd. In 1822 vroegen de boeren aan de regering om een dorp te stichten op het perceel van de verlate zendingspost van het Londens Zendingsgenootschap. De overheid stemde hiermee in en schonk op 27 januari 1830 bijna 15.500 hectaren aan de Nederduits-Gereformeerde Kerk. In eerste instantie werd de nieuwe nederzetting "Toverberg" genoemd naar de nabij gelegen gelijknamige en prominente berg. Kort daarna werd de nederzetting hernoemd naar "Colesberg", naar Sir Galbraith Lowry Cole, de toenmalige gouverneur van de Kaapkolonie. Het was jarenlang een van de meest afgelegen buitenposten en was daardoor een belangrijke basis voor beroepsjagers, verkenners en vestigers geworden op hun weg naar het Zuid-Afrikaanse binnenland.

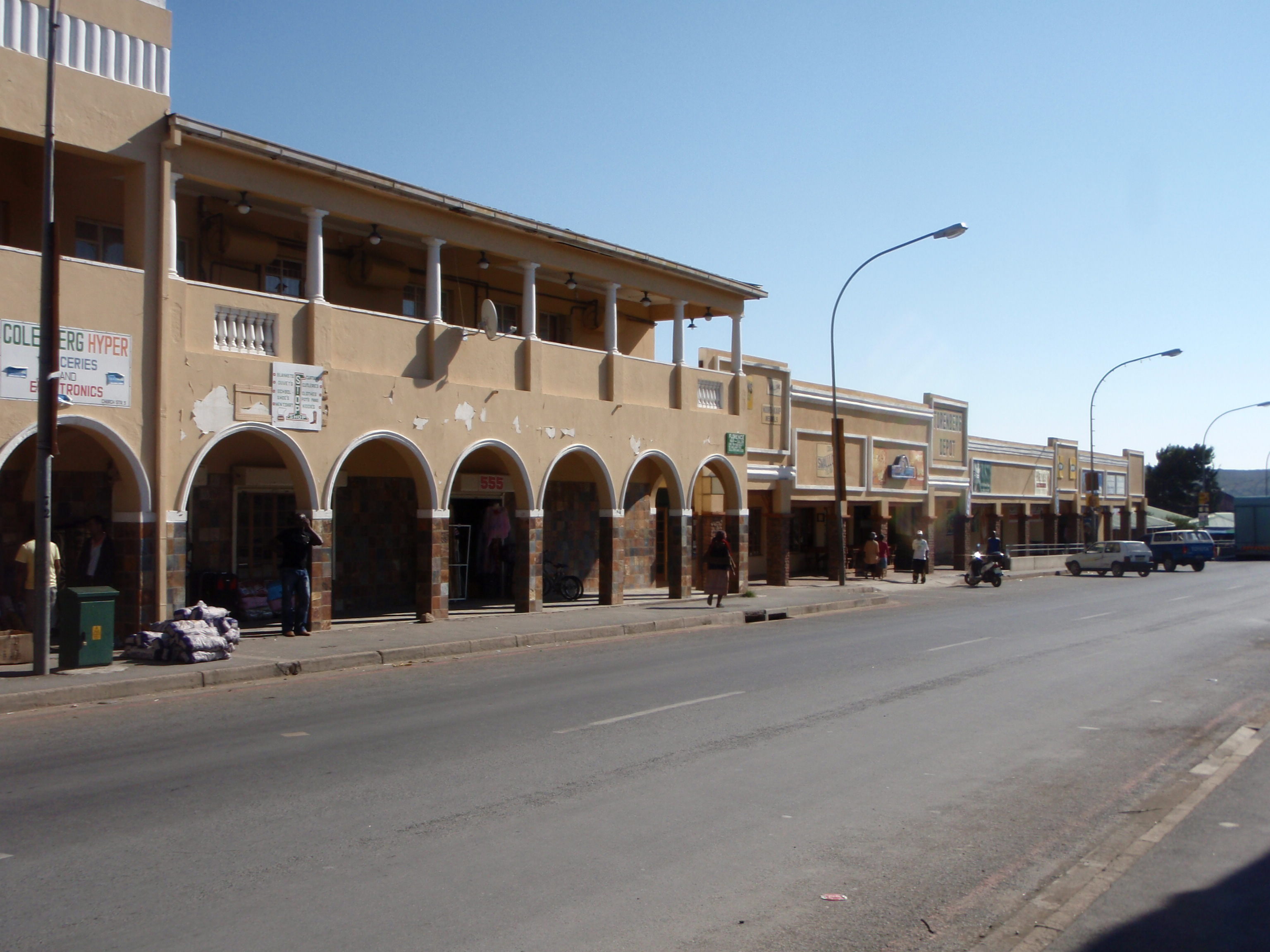
Zicht op een deel van de hoofdstraat

Op 8 februari 1837 werd het district Colesberg erkend en in 1840 werd het dorp als een van de eerste dorpen van Zuid-Afrika erkend als gemeente. In de daaropvolgende circa 50 jaar zijn verscheidene delen van het district afgesplitst om de nieuwe districten van Albert en Richmond (1848), Middelburg (1858), Hanover (1876) en Philipstown en Steynsburg (1889) te vormen. De nederzetting is aangelegd rondom een centraal punt en wordt overheerst door het kerkgebouw van de Nederduits-Gereformeerde gemeente. De grond is in erven opgedeeld en deze zijn verkocht om voor de bouw van de kerk te kunnen betalen. De erven zijn aangelegd in een enkele lange straat die naar de kerk toe loopt, met de dwarsstraat voor het perceel van de kerk.
Tijdens de Tweede Boerenoorlog zag Colesberg een groot aantal schermutselingen tussen de Boeren en de Britten. Het leger van de Boeren heeft Colesberg enkele maanden bezet. Juist buiten het stadje ligt het Herinneringsveld.

## Architectuur
De gebouwen van het dorp hebben een eigen karakter dankzij hun vierkante vormen en platte daken. Deze bouwstijl is later kenmerkend geworden voor het centrale en dorre deel van de Kaap. Naast Graaff-Reinet heeft het het stadje waarschijnlijk van alle Karoo-dorpen het beste zijn oorspronkelijke karakter behouden. Een redelijk groot aantal oorspronkelijke woonhuizen, waarvan de stijl een vermenging is van de Kaaps-Hollandse met de Georgiaanse bouwstijl, zijn bewaard gebleven.

## Lokale economie
De landbouw activiteiten van het gebied richten zich bijna geheel op het houden van merino-schapen en paarden. In het verleden heeft men zich ook beziggehouden met het fokken van struisvogels voor de veren. Hiermee zijn veel boeren erg rijk geworden. Maar dit al lang verleden tijd. Colesberg heeft een bloeiende toerismeindustrie. Er zijn ter plaatse een hotel, motel, veel pensions en Bed en Breakfasts, restaurants, cafés e.d. Verschillende boerderijen met verblijfsaccommodatie die 4x4 trails, mountain biking, jacht (vooral springbok, wildebeest and blesbok) en vogelobservatie aanbieden. Er is ook sprake van een kleine industrie zoals een schapenslachthuis en een meubelfabriek.